# Acyphoderes synoecae
Acyphoderes synoecae là một loài bọ cánh cứng trong họ Cerambycidae.